# Mediodactylus russowii
Mediodactylus russowii е вид влечуго от семейство Геконови (Gekkonidae). Видът не е застрашен от изчезване.

## Разпространение и местообитание
Разпространен е в Иран, Казахстан, Киргизстан, Китай, Таджикистан, Туркменистан и Узбекистан.
Регионално е изчезнал в Русия.
Обитава пустинни области, места с песъчлива почва, планини, възвишения, склонове, поляни и храсталаци.

## Описание
Популацията на вида е стабилна.